# تيري بارك
تيري بارك (بالإنجليزية: Terry Park)‏ (7 فبراير 1957 بليفربول في المملكة المتحدة - ) هو لاعب كرة قدم بريطاني في مركز الوسط. لعب مع ستوكبورت كونتي ومانشستر سيتي ونادي بوري ووولفرهامبتون واندررز ومنيسوتا كيكس ‏ ونادي بارو وفورت لودردايل سترايكرز.

## وصلات خارجية
- تيري بارك على موقع قاعدة بيانات كرة القدم.إي يو (الإنجليزية)